# Stairway to Heaven
Stairway to Heaven (anhörenⓘ; deutsch „Treppe zum Himmel“) ist ein Lied der britischen Rockband Led Zeppelin aus dem Jahr 1971.

## Geschichte
Stairway to Heaven ist eine Rock-Ballade mit einer Länge von acht Minuten. Nach Angaben von Jimmy Page wurde sie im Headley Grange Studio in Hampshire komponiert. Sie wurde im Dezember 1970 aufgenommen und im März 1971 uraufgeführt. Auf Platte erschien sie am 8. November 1971. Obwohl ursprünglich nur im Rahmen des Albums Led Zeppelin IV veröffentlicht, wurde sie schnell zu einem der berühmtesten Lieder der neueren Musikgeschichte. In der im Jahr 2004 vom Musikmagazin Rolling Stone erstellten Liste der 500 besten Songs aller Zeiten belegt das Lied Platz 31.
Entgegen den Ankündigungen, das Lied nie wieder aufzuführen, nachdem es (ohne den verstorbenen John Bonham) im Jahr 1988 auf der Geburtstagsfeier von Atlantic Records gespielt worden war, spielte die Rest-Band es bei einem Revival-Konzert am 10. Dezember 2007 in der O2 Arena in London, bei dem die Band am Schlagzeug von Jason Bonham, dem Sohn von John Bonham, begleitet wurde. Das Konzert war dem verstorbenen Ahmet Ertegün, dem Gründer von Atlantic Records, gewidmet.
Die 1985 von Frank Farian unter dem Projekt Far Corporation veröffentlichte Version mit Robin McAuley und Bobby Kimball als Sänger war eine weitere Veröffentlichung des Lieds als Single; sie erreichte Platz 8 in der britischen Hitparade.

## Musikalische Details
Die Anfangsakkorde des Liedes erinnern an das Lied Taurus der Band Spirit, mit der Led Zeppelin bei ihrer ersten US-Tour gemeinsame Konzerte spielte.
Das Lied beginnt sehr ruhig mit einer Akustikgitarre und einem Blockflötenarrangement (auf Livekonzerten durch ein Keyboard ersetzt, das von John Paul Jones gespielt wird). Es hat eine Steigerung im Mittelteil und gipfelt in einem der bekanntesten Gitarrensoli von Jimmy Page, dem ein kurzer Gesangsteil folgt. Im Mittelteil spielt Jones auf einem elektrischen Hohner-Piano. Das Gitarrensolo wurde auf einer 1958er Fender Telecaster auf einem Supro-Verstärker gespielt. Insgesamt wurden drei Soli aufgenommen, aus denen Page dann das passendste aussuchte.

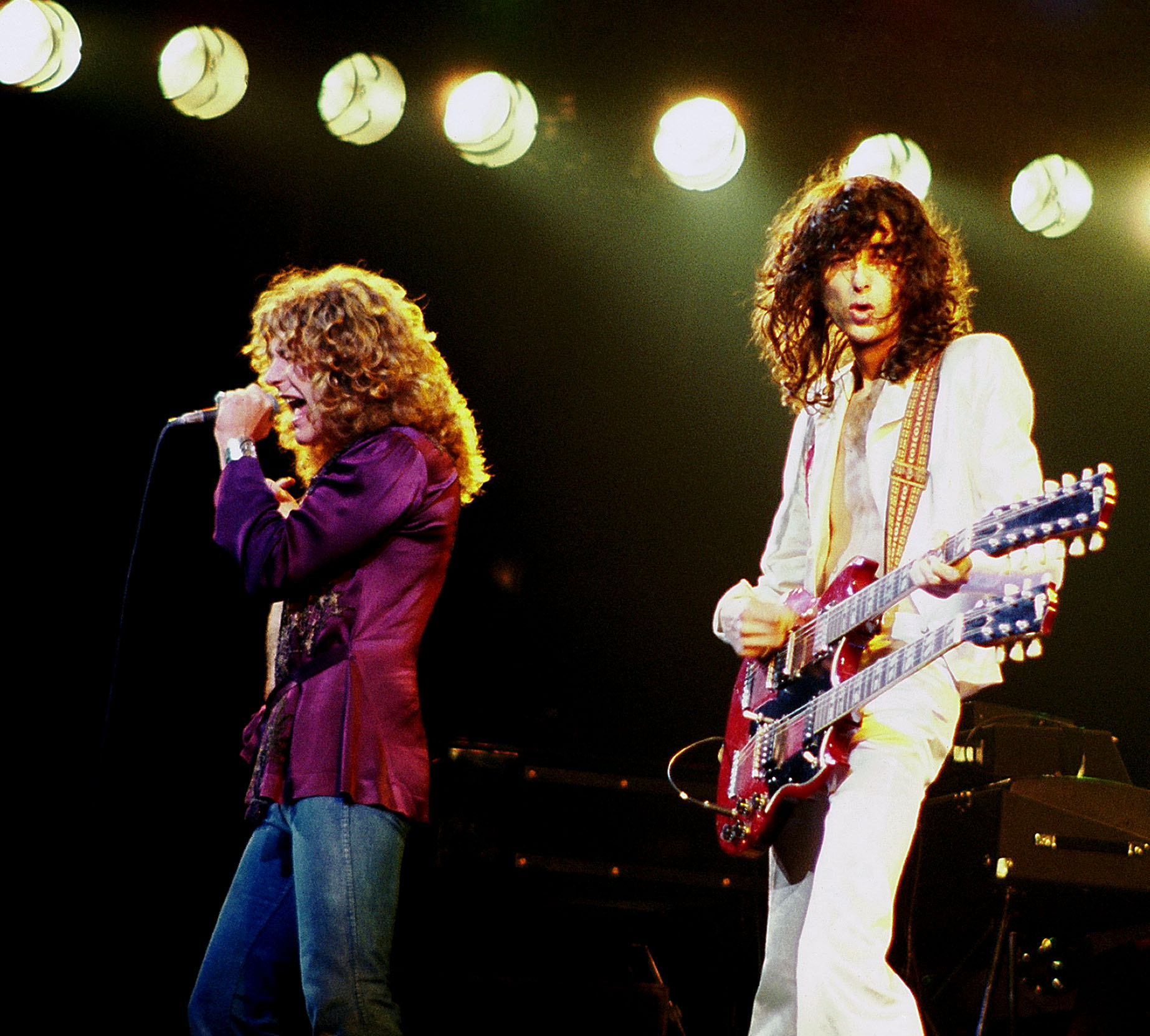
Rechts Jimmy Page mit seiner Gibson EDS-1275

Die akustischen Teile am Anfang wurden auf einer Gitarre des Herstellers Harmony gespielt, ab Takt 41 kommt eine Fender Electric XII 12-Saiten-Gitarre hinzu. Bei Auftritten verwendete Page später eine Gibson EDS-1275 „Doubleneck“ – eine Gitarre mit zwei Hälsen –, wobei der obere Hals 12-saitig ist; die EDS-1275 ist eine Sonderanfertigung aus der „Custom Shop“-Linie hochpreisiger Modelle des Herstellers Gibson. Der Gesang setzt in Takt 17 ein.
Die ersten 40 Takte, die in der Studio-Version auf der sechssaitigen Harmony gespielt wurden, in den Live-Versionen auf dem unteren, sechssaitigen Hals der Gibson EDS, werden im Fingerpicking gespielt. Mit Takt 41 erfolgt der Wechsel auf die zwölfsaitige Fender (Studioversion) beziehungsweise auf den oberen, zwölfsaitigen Hals der Gibson EDS, wobei ab diesem Zeitpunkt mit dem Plektrum gespielt wird, das Page auf der Bühne bis zu diesem Zeitpunkt üblicherweise in den Lippen oder Zähnen hält. Bis Takt 99 wechseln geschlagene Akkorde mit Arpeggio-Flatpicking, in Takt 100 erfolgt mit einem Riff der Übergang in das Solo auf der Fender Telecaster (Studio) beziehungsweise dem sechssaitigen Hals der Gibson EDS. Das Schlagzeug setzt erst spät ein, nach über vier Minuten in Takt 82.

## Text

### Inhalt
Der Text zum Lied vom Sänger Robert Plant soll nach einer Version an einem Lagerfeuer, laut den Memoiren des Roadmanagers jedoch an einem Kaminfeuer in Bron-Yr-Aur, einer Berghütte in Wales, geschrieben worden sein. Er ist von seiner Suche nach spiritueller Perfektion beeinflusst. Auch Bücher, die Plant gelesen hatte, flossen ein, vor allem Magic Arts in Celtic Britain von Lewis Spence. Einem Interview aus dem Jahre 1998 zufolge sei der Text auch als zynische Nebenbemerkung zu einer Frau zu verstehen, die alles forderte, aber keinerlei Bereitschaft zeigte, irgendetwas zurückzugeben. Der Sinn des Originaltextes ist wegen seiner Bildersprache, der assoziativen Entstehung und der versteckten Anspielungen auf eher wenig bekannte Literaturpassagen schwer verständlich. Entsprechend schwierig gestalten sich Übersetzungsversuche.

### Rückwärtsbotschaften
Es gab Verschwörungstheorien, es sei eine satanische Botschaft in der Aufnahme untergebracht, wenn das Stück rückwärts abgespielt wird; dabei kursierten mehrere Versionen des angeblichen Wortlauts dieser Botschaft. Unter anderem wird in Frank Millers 1986 erschienenen Batman-Comic Die Rückkehr des dunklen Ritters darauf angespielt. Robert Plant brachte in Interviews zum Ausdruck, dass derartige Techniken nicht seiner Vorstellung vom Musikmachen entsprächen.

## Urheberrechtsprozess
Randy California, Gitarrist der Band Spirit, erhob im Jahr 1997 in einem Interview kurz vor seinem Tod den Vorwurf, Page und Plant hätten den Beginn des Titels von dem Instrumentalstück Taurus übernommen, das er drei Jahre zuvor für Spirit geschrieben hatte. Seitens einer Treuhandgesellschaft wurde 2014 im Namen von Randy California von Michael Skidmore eine Klage wegen Urheberrechtsverletzungen eingereicht. Ein Ziel der Klage war es, dass California künftig als Mitautor von Stairway to Heaven genannt werden sollte. Im Juni 2016 wurde das aufgrund „ausreichender Ähnlichkeit“ zugelassene Verfahren vor einem Geschworenengericht in Los Angeles eröffnet. Plant gab an, dass er den Titel Taurus nicht kenne, obwohl sich die betreffende LP in seiner Sammlung befindet. Er habe ihn erst nach dem Bekanntwerden von Gerüchten über die Kopie angehört. Musikwissenschaftler erklärten für die Anklage, dass der fallende A-Moll-Akkord in beiden Stücken sehr ähnlich sei, doch von der Verteidigung angeführte Wissenschaftler meinten dagegen, diese Akkordfolge sei seit Jahrhunderten verbreitet und auch in anderen Musikstücken, wie etwa in Chim Chim Cher-ee aus dem Musical Mary Poppins, zu finden. Am 23. Juni 2016 wies das Gericht die Klage ab.
Im Juli 2016 legte Skidmores Anwalt dagegen Berufung ein. Am 9. März 2020 wies ein kalifornisches Berufungsgericht die Klage ab; es sei keine Verletzung von Urheberrechten festgestellt worden.

## Rezeption
Die US-amerikanische Musikzeitschrift Guitar World wählte Pages Solo aus Stairway to Heaven 2009 zum besten Gitarrensolo aller Zeiten.
Auf Initiative des damaligen Fürther Heimatpflegers Alexander Mayer erklingen seit dem 1. November 2007 die nach c-Moll transponierten sowie für das Läutwerk überarbeiteten Takte 8 bis 16 täglich um 12:04 Uhr vom Glockenspiel im Rathaus Fürth. Ursprünglich sollte die Gitarrenbegleitung mitklingen, das Glockenspiel konnte dies technisch aber nicht leisten, so dass es überwiegend die Noten der Gesangstimme spielt.

## Kommerzieller Erfolg

### Chartplatzierungen
| ChartsChartplatzierungen     | Höchstplatzierung | Wochen |
| ---------------------------- | ----------------- | ------ |
| Deutschland (GfK)            | 15 (7 Wo.)        | 7      |
| Schweiz (IFPI)               | 17 (13 Wo.)       | 13     |
| Vereinigtes Königreich (OCC) | 37 (8 Wo.)        | 8      |

### Auszeichnungen für Musikverkäufe
| Land/Region                  | Auszeichnungen für Musikverkäufe (Land/Region, Auszeichnung, Verkäufe) | Verkäufe  |
| ---------------------------- | ---------------------------------------------------------------------- | --------- |
| Dänemark (IFPI)              | Platin                                                                 | 90.000    |
| Italien (FIMI)               | 2× Platin                                                              | 100.000   |
| Neuseeland (RMNZ)            | 4× Platin                                                              | 120.000   |
| Spanien (Promusicae)         | Platin                                                                 | 60.000    |
| Vereinigtes Königreich (BPI) | 2× Platin                                                              | 1.200.000 |
| Insgesamt                    | 10× Platin ·                                                           | 1.570.000 |

Hauptartikel: Led Zeppelin/Auszeichnungen für Musikverkäufe

## Populärkultur
- Neil Sedaka hatte 1960 einen Hit mit einem Lied gleichen Namens.
- Frank Zappa spielte eine Coverversion für seine Welttournee 1988, die auf seinem Live-Album The Best Band You Never Heard In Your Life zu hören ist.[28]
- Die US-amerikanische Alternative-Rock-Band Butthole Surfers persiflierte den Titel des Musikstücks mit dem Namen ihres 1988 erschienenen Albums Hairway to Steven.
- Im Film Wayne’s World von 1992 hängt in einem Gitarrenladen vor einer Treppe ein Schild mit der Aufschrift No Stairway to Heaven; der Protagonist, der den Anfangsriff im Laden spielt, wird auch prompt unterbrochen; dies soll in einigen britischen Musikhäusern der 1970er Jahre Praxis gewesen sein.[29]
- Die Komiker-Rockformation Tenacious D deutete 2001 in ihrem Lied Tribute (to the best Song in the World) an, dass es sich bei Stairway to Heaven um das beste Lied der Welt handeln könnte, indem sie in Tribute verschiedene versteckte Zitate und in den Schluss einen dem markanten Anfang von Stairway to Heaven ähnlichen Akkord einfließen lässt.
- Dolly Parton veröffentlichte 2002 dieses – für sie ungewöhnliche – Stück auf ihrem Country-Bluegrass-Album Halos & Horns.[30] Parton gab zu, mit der Aufnahme von Stairway to Heaven „heiligen Boden“ betreten zu haben, und dass einige Fans sie dafür am liebsten kreuzigen würden. Das Musik-Magazin Musikexpress konnte mit Partons Interpretation nicht viel anfangen. Jedoch ließ der Country-Star vor der Veröffentlichung Jimmy Page das Stück Probe hören. Dieser äußerte sich positiv und gab zu, dass ihm Partons Idee, das Ende des Stückes mit einem Gospel-Chor zu verschönern, gut gefiele und er selbst schon den Gedanken gehabt habe, dies zu tun.[31] 2023 nahm Parton für ihr Album Rockstar mit der Rapperin Lizzo eine zweite Version auf.[32]
- Im Frühjahr 2010 wurde im Vorfeld des Finales zur Fernseh-Castingshow Deutschland sucht den Superstar im Internet dazu aufgerufen, den Siegersong jener Sendung zu boykottieren und stattdessen u. a. Stairway to Heaven als Download zu kaufen. Infolgedessen erreichte der Titel kurzfristig Platz eins der deutschen Download-Charts[33] sowie Platz 15 der deutschen Singlecharts.
- Im Rahmen der Kennedy Center Honors 2012 wurde der Song von Ann und Nancy Wilson (Heart) gecovert.[34]
- Das Glockenspiel im Rathaus Fürth spielt täglich um 12:04 Uhr, Stairway to Heaven, da sich mehr Menschen mit dem Rockklassiker identifizieren als mit einem Volkslied.